# Sinajana
Sinajana (chamorro: Sinahånña) är en ort och en village (administrativ enhet) i Guam (USA). Den ligger i den centrala delen av ön Guam. Antalet invånare är 2 592.
Följande finns i Sinajana:
- Agana Springs (en källa)